# Submarino U-562
El submarino alemán U-562 fue un submarino tipo VIIC construido para la Kriegsmarine de la Alemania nazi para el servicio durante la Segunda Guerra Mundial. Fue depositado el 7 de febrero de 1940 por Blohm & Voss en Hamburgo dentro del astillero número 538, botado el 24 de enero de 1941 y comisionada el 20 de marzo de 1941 bajo el mando del Oberleutnant zur See Herwig Collmann.

## Diseño
Los submarinos alemanes Tipo VIIC fueron precedidos por los submarinos más cortos Tipo VIIB. El U-562 tenía un desplazamiento de 769 toneladas (756,9 LT) cuando estaba en la superficie y 871 toneladas (857,2 LT) mientras estaba sumergido. Tenía una longitud total de 67,1 m (220' 1,70"), una eslora de casco presurizado de 50,5 m (165' 81/5"), una viga de 6,2 m (20' 4,10"), una altura de 9,6 m (31' 6"), y un calado de 4,74 m (15' 63/5"). El submarino estaba propulsado por dos motores diésel sobrealimentados Germaniawerft F46 de cuatro tiempos y seis cilindros. produciendo un total de 2.800 a 3.200 caballos de fuerza métricos (2.060 a 2.350 kW; 2.760 a 3.160 shp) para uso en superficie, dos motores eléctricos Garbe, Lahmeyer & Co. RP 137/c de doble efecto que producen un total de 750 caballos de fuerza métricos (550 kW; 740 shp) para uso sumergido. Tenía dos ejes y dos hélices de 1,23 m (4 pies ). El barco era capaz de operar a profundidades de hasta 230 metros (750 pies).
El submarino tenía una velocidad máxima en superficie de 17,7 nudos (32,8 km/h; 20,4 mph) y una velocidad máxima sumergida de 7,6 nudos (14,1 km/h; 8,7 mph).  Cuando estaba sumergido, el barco podía operar durante 80 millas náuticas (150 km; 92 mi) a 4 nudos (7,4 km/h; 4,6 mph); cuando salió a la superficie, podría viajar 8.500 millas náuticas (15.700 km; 9.800 mi) a 10 nudos (19 km / h; 12 mph). El U-773 estaba equipado con cinco tubos lanzatorpedos de 53,3 cm (21 pulgadas) (cuatro instalados en la proa y uno en la popa), catorce torpedos o 26 minas TMA , un cañón naval SK C/35 de 8,8 cm (3,46 pulgadas), ( 220 cartuchos), uno de 3,7 cm (1,5 pulgadas) Flak M42 y dos gemelos de 2 cm (0,79 pulgadas) C/30cañones antiaéreos. El barco tenía una dotación de entre 44 y 52 hombres.

## Historial de servicio
El servicio del barco comenzó el 20 de marzo de 1941 con un entrenamiento como parte de la 1.ª Flotilla de submarinos de la Alemania nazi. Se transfirió a la Flotilla 29 el 1 de enero de 1942 para el servicio activo, dentro del Mediterráneo .
En diez patrullas hundió seis buques mercantes, para un total de 37,287 toneladas de registro bruto (TRB), más un barco gravemente averiado.

### Hundimiento
El U-562 fue hundido el 19 de febrero de 1943 en el Mar Mediterráneo al NE de Bengazi en las coordenadas 32°57′N 20°54′E / 32.950, 20.900,  por un bombardero RAF Wellington del Escuadrón 38 junto con dos buques de la Royal Navy, el destructor HMS Isis y el destructor de escolta HMS Hursley. Los 49 tripulantes perdieron sus vidas.

### Manadas de lobos
El U-562 participó en dos manadas de lobos, a saber:
- Bosemüller (28 de agosto - 2 de septiembre de 1941)
- Brandeburgo (15 de septiembre - 2 de octubre de 1941)

## Resumen de la historia de las incursiones
| Fecha                    | Nombre del barco | Nacionalidad | Tonelaje ( TRB ) | destino |
| ------------------------ | ---------------- | ------------ | ---------------- | ------- |
| 22 de septiembre de 1941 | Erna III         | Reino Unido  | 1,590            | Hundido |
| 2 de octubre de 1941     | Empire Wave      | Reino Unido  | 7,463            | Hundido |
| 2 de diciembre de 1941   | Grelhead         | Reino Unido  | 4,274            | Hundido |
| 29 de abril de 1942      | Alianza          | Reino Unido  | 81               | Hundido |
| 29 de abril de 1942      | Terpsithea       | Reino Unido  | 157              | Hundido |
| 14 de julio de 1942      | Adinda           | Países Bajos | 3,359            | Dañado  |
| 21 de diciembre de 1942  | Strathallan      | Reino Unido  | 23,722           | Hundido |